# Баньятіка
Баньятіка (італ. Bagnatica) — муніципалітет в Італії, у регіоні Ломбардія, провінція Бергамо.
Баньятіка розташована на відстані близько 480 км на північний захід від Рима, 55 км на північний схід від Мілана, 10 км на схід від Бергамо.
Населення — 4300 осіб (2014).
Щорічний фестиваль відбувається 24 червня. Покровитель — святий Іван Хреститель.

## Демографія
Населення за роками:

Станом на 1 січня 2023 року в муніципалітеті офіційно проживало 317 іноземців з 37 країн, серед них 86 громадян країн Євросоюзу та 13 громадян України.

## Сусідні муніципалітети
- Альбано-Сант'Алессандро
- Больгаре
- Брузапорто
- Кальчинате
- Коста-ді-Меццате
- Монтелло
- Серіате